# 1991 VP3
1991 VP3 är en asteroid i huvudbältet som upptäcktes den 4 november 1991 av de båda japanska astronomerna Seiji Ueda och Hiroshi Kaneda i Kushiro.